# Marlin Model 336

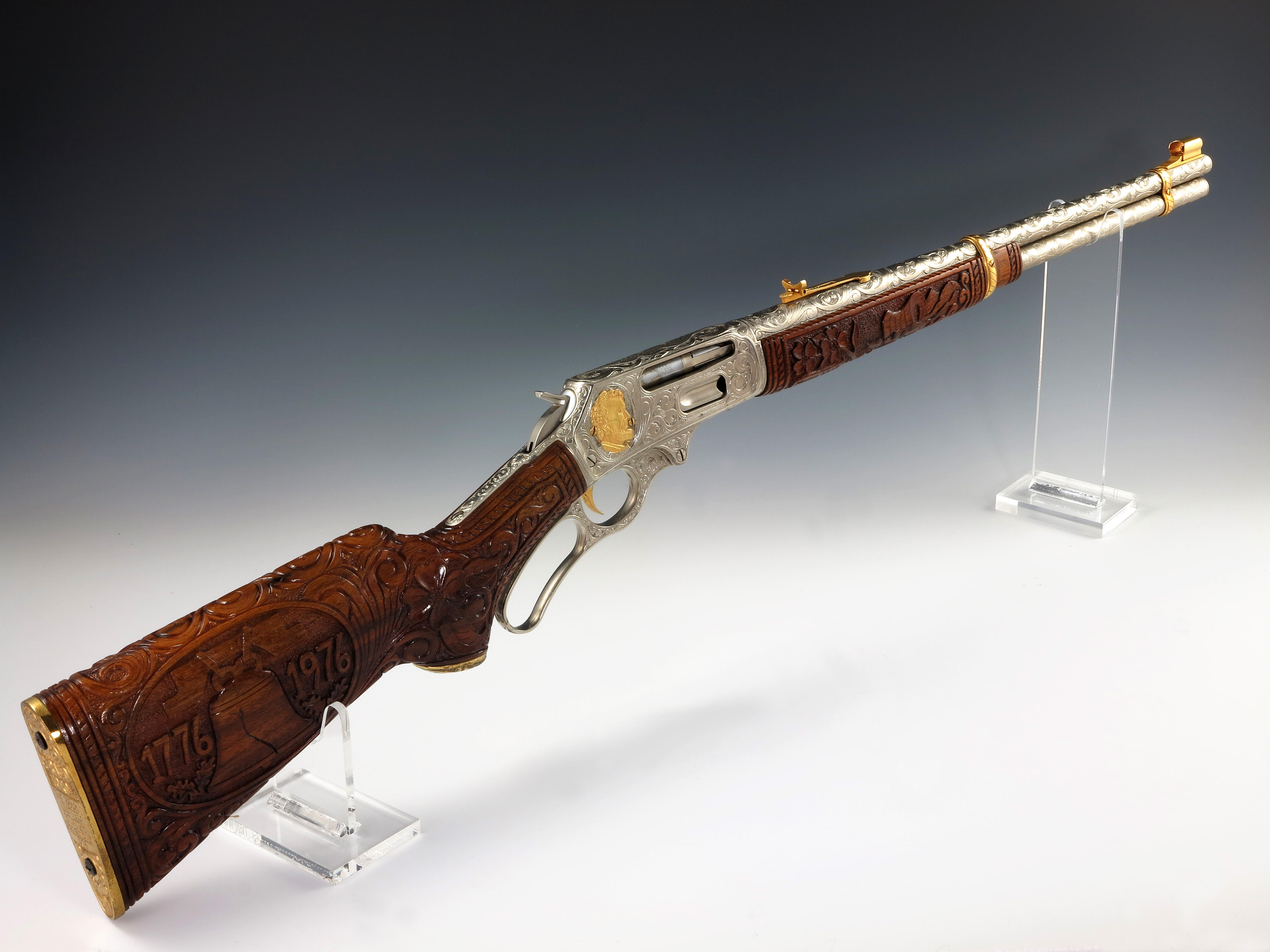
La carabine Marlin 336 Bicentennial incrustée d'argent et d'or réalisée en 1976 pour le bicentenaire de la révolution américaine. Dans cette version munie d'un canon de 51 cm, elle mesure 98 cm pour 3,2 kg à vide.

La carabine de chasse à levier de sous-garde Marlin 336 apparue en 1946 est la descendante des Marlin 1893 et Marlin 36. Depuis leur commercialisation, ces armes de  chasse sont les principales concurrentes des Winchester 1894.
Il en existe une déclinaison  économique, la Marlin 30, vendue aussi, en grande distribution aux Etats-Unis, sous la désignation de Glenfield 30. Bénéficiant de la même mécanique, aux traitements de surface plus simples, cette version était également livrée avec crosse et garde main en hêtre (contre noyer, ou essences de bois plus rares et diverses pour la 336), aux motifs et quadrillages pressés, et parfois, un magasin à munitions à capacité réduite (30a).

## Présentation
La Marlin 336 a été conçue pour tirer la  .30 Marlin (une variante de la .30 WCF) puis la .35 Remington. Cette carabine à levier de sous-garde est construite en bois et en acier. L’éjection des douilles se fait par  la droite de même que l'alimentation du magasin tubulaire de 6 coups. Les organes de visée sont simples : hausse à crémaillère et guidon à lame. Certains modèles peuvent recevoir une lunette de visée. La plupart sont en acier bleui.
La plupart des Modèles 336 ont reçu un canon rond et une crosse pistolet mais les Modèles 336 Cowboy possèdent une crosse anglaise.

## Évolution
Elle a été déclinée en plusieurs modèles chambrés en différents calibres. Parmi lesquels :
- .45-70 Government
- .444 Marlin
- .35 Remington
- .30-30 Winchester

## Les autres carabines à levier de la gamme Marlin
- La Marlin 1894 conçue pour le .44-40 WCF. Les versions modernes sont prévues pour utiliser des munitions d'armes de poing (.44 magnum, .357 Magnum, .41 Magnum ou .45 Colt).
- La Marlin 444 Sporter chambrée en .444 Marlin. Utilisée pour la battue en France.
- La Marlin 1895 chambrée en .45-70. Utilisée pour la chasse en France.

## Dans la fiction
Moins connue en dehors de l'Amérique du Nord que la Winchester 1894, elle arme cependant un shérif adjoint dans un album de la série BD XIII.
On peut voir une carabine marlin entre les mains de Chris Pratt dans le film Jurassic World. Il s'agit d'une marlin 1895 sbl en calibre 45/70.

## Fait divers
C'est cette arme qui fut utilisée par Ronald DeFeo Jr. dans les meurtres d'Amityville le 13 novembre 1974.